# Aldó
Az Aldó germán eredetű olasz férfinév, ami lehet az adal- kezdetű germán nevek rövidülése, ekkor a jelentése: nemes. Származhat az alde- elemet tartalmazó nevekből is, ekkor a jelentése: öreg, tapasztalt. Női párja: Alda.

## Gyakorisága
Az 1990-es években szórványosan fordult elő. A 2000-es és a 2010-es években nem szerepel a 100 leggyakrabban adott férfinév között.
A teljes népességre vonatkozóan a 2000-es és a 2010-es években az Aldó nem szerepelt a 100 leggyakrabban viselt férfinév között.

## Névnapok
- január 10.[2]
- április 15.[2]
- május 31.[2]